# Necropsittacus
Necropsittacus é uma gênero extinto de papagaios pertencentes à superfamília dos papagaios típicos (Psittacoidea), cujos membros viveram nas Ilhas Mascarenhas. Há uma espécie confirmada, N. rodricanus, e outra hipotética, N.? borbonicus.